# Знаменский, Пётр Васильевич
Пётр Васи́льевич Зна́менский (1836, Нижний Новгород — 1917, Казань) — русский историк, специалист по истории Русской церкви, член Совета и товарищ председателя Совета Казанского отдела Русского собрания.

## Биография
Родился 27 марта 1836 года. Был старшим сыном в семье дьякона нижегородской Георгиевской церкви Василия Андреевича Знаменского (ум. в 1851 году). Братом его бабушки со стороны отца, Анны Михайловны, был протоиерей Иоанн Певницкий. Семья Знаменских имела в Нижнем Новгороде собственный дом на Ковалихинской улице.
Учился (с третьего класса) в Нижегородском духовном училище (1846—1850), затем — в Нижегородской духовной семинарии (1850—1856). На последних курсах семинарии заинтересовался философией, которую преподавал в то время И. М. Сладкопевцев, затем — П. И. Раев. Благоприятное влияние на него оказал дядя и крёстный Иван Андреевич, служивший в консистории.
В 1860 году Пётр Знаменский окончил Казанскую духовную академию со степенью магистра богословия (диссертация называлась «Обозрение постановлений по церковным делам в России в начале XVII столетия»). В течение года был преподавателем логики и философии в Самарской духовной семинарии, потом вернулся в Казанскую духовную академию, в которой в течение года занимал кафедру математики, а 12 мая 1862 года был перемещён на кафедру русской церковной истории — бакалавром истории. С 1863 по 1866 год он преподавал русскую историю и курс всемирной истории в училище девиц духовного звания; с 1864 по 1873 год читал лекции по общей и отечественной истории в казанском Родионовском институте благородных девиц. С 19 апреля 1865 года был библиотекарем в Казанской духовной семинарии. В 1866 году ему было присвоено звание экстраординарного, в спустя два года — ординарного профессора Казанской духовной академии.
В 1873 году Пётр Знаменский защитил докторскую диссертацию «Приходское духовенство в России со времени реформы Петра». В 1873—1884 годах он был помощником ректора Казанской академии по церковно-историческому отделению; 22 августа 1886 года Знаменский был утверждён в должности заслуженного ординарного профессора.
В 1873—1879 годах он редактировал оригинальный отдел журнала «Православный собеседник», в 1886—1896 годах был членом редакционного комитета, а в 1896—1897 годах — редактором всего журнала. Одновременно был членом Казанского комитета духовной цензуры. В 1895—1896 годах Знаменский редактировал также неофициальную часть журнала «Известия по Казанской епархии».
В 1892 году был избран почётным членом Императорской академии наук по отделению русского языка и словесности.
Умер 2 мая 1917 года. Был похоронен на кладбище казанского Преображенского монастыря; могила не сохранилась.

## Научная деятельность
Главным трудом Петра Знаменского является его сжатое, но полное «Руководство к русской церковной истории» (Казань, 1870; 2-е изд., 1876) — вышло семь изданий при жизни автора. До этого в духовных школах сказывался недостаток учебных пособий по истории Русской церкви, которые отвечали бы нуждам времени, потому что труды Филарета (Гумилевского) и Макария (Булгакова), несмотря на свои достоинства, были очень объёмны, а пособие Иннокентия (Смирнова) было не приспособлено для учебных целей. Поэтому появление труда Знаменского было очень своевременным и вскоре оценено научной общественностью. В 1870-х годах это учебное пособие было удостоено премии митрополита Макария. Как богослов, Знаменский через всю свою книгу неуклонно проводит определение церкви по православному учению: «Церковь есть собрание верующих, соединённых между собою верою в Бога, священноначалием и таинствами», как историк, он, вместе с тем, очень хорошо понимает, что собрание верующих, как всякое человеческое сообщество, собиралось постепенно, вырастало и созидалось под неизбежным взаимодействием исторических обстоятельств, благоприятных и неблагоприятных. Церковную жизнь и народные верования Знаменский не ставил в изолированное положение, отрешённое от всех остальных проявлений народной и общественной жизни. В 1896 году Знаменский переделал «Руководство к русской церковной истории» в «Учебное руководство по истории русской церкви» (СПб.: Синод. тип., 1896).
Докторская диссертация Знаменского «Приходское духовенство в России со времени реформы Петра» (1873) являлась первой научной монографией по данному вопросу и рассказывала об изменениях в механизме формирования приходского клира и утверждении системы наследования в отношении приходских мест, о политике власти в отношении духовенства, о способах его материального обеспечения. Современный церковный историк Алексей Беглов отмечает: «Исключительно подробное повествование, основанное на самом широком круге опубликованных источников, стало классической работой, которая и сегодня не потеряла своей актуальности, поскольку ещё не появилось новых исследований, столь же масштабных <…> по поставленной задаче и фундаментальных по охвату материала». Вместе с тем, Беглов отмечает главный недостаток исследования: «вопросы приходского устройства поднимались лишь в связи с проблемами истории духовного чина».
Не менее ценны и монографические исследования Знаменского, которые легли в основу его «Руководства»; каждое из них представляет содержательный этюд по истории русского общества и русской образованности. Знаменский опубликовал также «Историю Казанской духовной академии» (Казань: Тип. Имп. ун-та, 1891—1892. — 3 т.: Вып. 1; Вып. 2, Вып. 3). Николай Лесков написал Знаменскому в одном из писем:

Вы сетуете на то, что вы не художник, а кто же после этого художник? Что же составляет не только силу, но и прелесть вашей истории? Вы большой и прекрасный художник. Лица Вами воспроизводимые живы, образны и всегда описаны с проникновением, а присущее Вам чувство меры и редкая прямота по честности суждения делают Вас совершенно единственным в своем роде
— Куницын Б. М. Молодые годы П. В. Знаменского… // Нижегородская старина. — 2014. — № 39-40. — С. 45.
С 1875 года Знаменский состоял председателем комиссии, составлявшей «Описание рукописей Соловецкого монастыря, находящихся в библиотеке Казанской духовной академии» (Т. I—II, Казань, 1881—1885; Т. III при «Православном собеседнике»), которое вышло под его редакцией. Им изданы также «Записки архиепископа Василия Лужинского» (Казань, 1885).

## Публикации
- История Российская Татищева в отношении к русской церковной истории // Труды Киевской духовной академии, 1862;
- Исторические труды князя Щербатова и Болтина в отношении к русской церковной истории // Труды Киевской духовной академии, 1862;
- Законодательство Петра Великого относительно духовенства // Православный собеседник, 1863;
- Церковные вотчины при Петре Великом // Православный собеседник, 1864;
- Законодательство Петра Великого относительно чистоты веры и церковного благочиния // Православный собеседник, 1864;
- Заметки касательно устройства древней новгородской иерархии // Православный собеседник, 1863; Время, 1863. — Кн. 4;
- Приходское духовенство на Руси XVI и XVII в. (Казань, 1865);
- Приходское духовенство со времени реформы Петра. — Казань: Унив. тип., 1873. — 851 с.;
- Чтения из истории русской церкви за время царствования Екатерины II // Православный собеседник, 1875;
- Основные начала духовно-училищной реформы в царствование Александра I. — Казань: Тип. Ун-та, 1878. — 42 с.;
- Сильвестр, митрополит казанский // Православный собеседник, 1878. — № 4—6;
- Духовные школы в России до реформы 1808 г. — Казань: Тип. Имп. ун-та, 1881. — 807 с.; (современное переиздание: СПб.: Летний Сад: Коло, 2001);
- Сергей Шелонин, малоизвестный писатель XVII в. // Православный собеседник, 1882. — № 2, 4;
- Произведения соловецкой письменности, относящиеся к личности св. Филиппа московского // Православный собеседник, 1883. — № 4;
- Народные верования, относящиеся к пчеловодству // Странник. 1883. — № 7;
- Шестоднев Афанасия Холмогорского // Странник, 1883. — № 12;
- Чтения из истории русской церкви за время царствования императора Александра I. — Казань, 1885;
- «Киевский митрополит Петр Могила и его сподвижники», С. Голубева. Киев. 1883 // Христианское чтение, 1886. — № 7—8.
- На память о Николае Ивановиче Ильминском: К двадцатипятилетию Братства святителя Гурия. — Казань: Братство святителя Гурия, 1892;
- Печальное двадцатипятилетие // Православный собеседник. — 1896;
- Участие Н. И. Ильминского в деле народного образования в Туркестанском крае. — Казань: Типо-лит. Имп. ун-та, 1900. — 84 с.;
- Несколько материалов для истории алтайской миссии и участие в её делах Н. И. Ильминского. — Казань: Типо-лит. Имп. ун-та, 1901;
- Богословская полемика 1860-х годов об отношении православия к современной жизни. — Казань: Типо-лит. Имп. ун-та, 1902;
- Святые: Петр, Алексий, Иона и Филипп, московские чудотворцы. — Казань: Типо-лит. Имп. ун-та, 1904;
- Казанские татары. — Казань: Типо-лит. Имп. ун-та, 1910.